# Хиракава, Хироси
Хироси Хиракава (яп. 平川 弘 Хиракава Хироси, род. 10 января 1965, Канагава) — японский футболист.

## Карьера
На протяжении своей футбольной карьеры выступал за клубы «Иокогама Маринос», «Иокогама Флюгельс», «Консадоле Саппоро».

## Национальная сборная
С 1985 по 1992 год сыграл за национальную сборную Японии 13 матчей.

## Статистика за сборную
| Сборная Японии | Сборная Японии | Сборная Японии |
| Год            | Матчи          | Голы           |
| -------------- | -------------- | -------------- |
| 1985           | 6              | 0              |
| 1986           | 0              | 0              |
| 1987           | 0              | 0              |
| 1988           | 4              | 0              |
| 1989           | 2              | 0              |
| 1990           | 0              | 0              |
| 1991           | 0              | 0              |
| 1992           | 1              | 0              |
| Итого          | 13             | 0              |

## Достижения

### Командные
- Японская соккер-лига: 1988/89, 1989/90
- Кубок Императора: 1988, 1989, 1991, 1992